# Área metropolitana de Bridgeport-Stamford-Norwalk
El Área Estadística Metropolitana de Bridgeport-Stamford-Norwalk, CT MSA, como la denomina oficialmente la Oficina de Administración y Presupuesto, es un Área Estadística Metropolitana que abarca únicamente el condado de Fairfield, en el estado estadounidense de Connecticut. Tiene una población de 916.829 habitantes según el Censo de 2010, convirtiéndola en la 56.º área metropolitana más poblada de los Estados Unidos.

## Área Estadística Metropolitana Combinada
El área metropolitana de Bridgeport-Stamford-Norwalk es parte del Área Estadística Metropolitana Combinada de Nueva York-Newark-Bridgeport, NY-NJ-CT-PA CSA junto con:
- el Área Estadística Metropolitana de Nueva York-Norte de Nueva Jersey-Long Island, NY-NJ-PA MSA
- el Área Estadística Metropolitana de Bridgeport-Stamford-Norwalk, CT MSA
- el Área Estadística Metropolitana de New Haven-Milford, CT MSA
- el Área Estadística Metropolitana de Poughkeepsie-Newburgh-Middletown, NY MSA
- el Área Estadística Metropolitana de Trenton-Ewing, NJ MSA
- el Área Estadística Metropolitana de Kingston, NY MSA
- el Área Estadística Micropolitana de Torrington, CT µSA

## Principales comunidades del área metropolitana
Ciudades principales o núcleo
- Bridgeport
- Stamford
- Norwalk